# Comunicação pós-moderna
A comunicação pós-moderna é usada para descrever o formato de comunicação e mensagens, estilos, guias, tecnologias e mídias usadas em um mundo pós-moderno. Devido aos seus meios não tradicionais; a comunicação pós-moderna também é conhecida como sociedade da informação. Impulsionadas pela necessidade de alcançar públicos influentes e de atravessar um mercado promocional desordenado, as marcas estão a recorrer a novos métodos de comunicação para transmitir a sua mensagem publicitária. Além disso, muitos profissionais de marketing são citados como tendo dito que, para criar estratégias de marketing bem-sucedidas no século XXI, “é necessário um pensamento mais criativo aliado a uma abordagem integrada a todas as atividades de comunicação”.

## Origem
A origem da comunicação pós-moderna está ligada ao desenvolvimento da teoria da comunicação. À medida que a teoria da comunicação estuda o processo técnico da informação e o processo da comunicação humana, as comunicações pós-modernas são as ferramentas e os mercados recentemente criados que permitem que essas comunicações aconteçam. A maior parte do pensamento em torno do modelo pós-moderno de comunicação e marketing é impulsionado por um artigo de jornal escolar do início da década de 1990, criado por Stephen Brown e publicado no England Journal of Marketing. Nele, Brown escreve, quem aborda o marketing a partir do estilo pós-moderno deveria, de muitas maneiras, rejeitar as tentativas de impor ordem e trabalhar em silos. Em vez disso, os marcadores devem trabalhar coletivamente com atributos artísticos de intuição, criatividade, espontaneidade, especulação, emoção e envolvimento.

## Modelos de comunicação pós-modernos
Com o surgimento da Internet no início da década de 1960 e o crescimento explosivo das redes sociais e dos telemóveis na era de 1980, foram desenvolvidos muitos mais modelos tácticos de comunicação pós-modernos. Abaixo está uma pequena lista desses novos modelos emergentes de mensagens/comunicação.
| Modelo            | Meio                               | Examplo                     |
| ----------------- | ---------------------------------- | --------------------------- |
| Real Time         | Social                             | Hashtags, Twitter, Facebook |
|                   | IM                                 | gChat, AOL IM               |
|                   | Video chamada                      | Skype, FaceTime,            |
|                   | Notificação baseada em localização | Geofencing                  |
| Resposta atrasada | Email                              |                             |
|                   | Telemarketing                      |                             |
| Não direcional    | TV                                 | :30 segundos de anúncios    |
|                   | Radio                              | Alertas meteorológicos      |
|                   | Print                              | Revistas                    |

Seguindo as comunicações pós-modernas, pode-se assumir que a tendência atual em torno da comunicação de marketing está dentro do modelo de tempo real. Embora este possa ser o caso, é importante perceber que estes modelos de comunicação não retratam com precisão como as marcas e os anunciantes estão a gastar no espaço. De acordo com o principal fornecedor de pesquisas e gastos com publicidade, os gastos com a nova mídia de "resposta" são fixados em cerca de 20% do gasto total com mídia, enquanto os modelos unidirecionais representam cerca de 80%.